# Agustín Gamarra
Agustín Gamarra Messia (ur. 27 sierpnia 1785 w Cuzco, Peru, zm. 18 listopada 1841 w Ingavi, Boliwia) – peruwiański polityk, żołnierz. Prezydent Peru od 1 września 1829 do 30 grudnia 1833 oraz od 25 sierpnia 1838 do śmierci.
Studiował teologię na uniwersytecie w San Buenaventura, ale zrezygnował przed ukończeniem studiów by jako ochotnik służyć w armii hiszpańskiej. Służył w Boliwii, Argentynie, awansowany do stopnia podpułkownika.
W 1821 roku dostał przydział w Limie gdzie był dowódca 2 Batalionu Pułku Cuzco. Już jako niezależny wojskowy został awansowany na stopień pułkownika, a następnie generała brygady. Do 1824 roku służył pod Simónem Bolivarem i Antonio José de Sucre.
Był prefektem Cuzco. W roku 1828 stanął na czele armii w walkach w Boliwii. Po powrocie do Limy, stanął przeciwko ówczesnemu prezydentowi Peru José de La Mar. W 1829 roku został wybrany prezydentem Peru.
W 1839 roku po powrocie z zesłania z Boliwii został ponownie wybrany na urząd prezydenta Peru.
Podczas bitwy pod Ingavi w dniu 18 listopada 1841 Gamarra zginął w walce.